# Snowboard agli VIII Giochi asiatici invernali - Slalom femminile
La gara dello slalom femminile si è svolta il 20 febbraio 2017 alla Bankei Ski Area di Sapporo in Giappone.

## Risultati
| Rank | Atleta            | Run 1   | Run 2 | Tempo   |
| ---- | ----------------- | ------- | ----- | ------- |
| 1    | Zang Ruxin        | 43.50   | 40.12 | 1:23.62 |
| 2    | Eri Yanetani      | 45.63   | 38.06 | 1:23.69 |
| 3    | Shin Da-hae       | 46.20   | 40.22 | 1:26.42 |
| 4    | Jeong Hae-rim     | 46.69   | 40.24 | 1:26.93 |
| 5    | Niu Jiaqi         | 47.07   | 41.04 | 1:28.11 |
| 6    | Gong Naiying      | 45.44   | 43.94 | 1:29.38 |
| 7    | Xu Xiaoxiao       | 45.19   | 47.10 | 1:32.29 |
| 8    | Millie Bongiorno  | 49.40   | 43.12 | 1:32.52 |
| 9    | Asa Toyoda        | 51.01   | 42.94 | 1:33.95 |
| 10   | Setareh Yazdani   | 51.86   | 46.94 | 1:38.80 |
| 11   | Xeniya Tupik      | 52.71   | 47.06 | 1:39.77 |
| 12   | Dariya Slobodkina | 55.20   | 47.94 | 1:43.14 |
| 13   | Shima Yarkhah     | 57.87   | 46.56 | 1:44.43 |
| 14   | Uguette Fakhry    | 1:10.69 | 58.94 | 2:09.63 |